# Tahkosaaret
Tahkosaaret är en ö i Finland. Den ligger i sjön Päijänne och i kommunen Asikkala i den ekonomiska regionen  Lahtis ekonomiska region  och landskapet Päijänne-Tavastland, i den södra delen av landet, 130 km norr om huvudstaden Helsingfors. Öns area är 0,5 hektar och dess största längd är 110 meter i nord-sydlig riktning.  Notera att namnet antyder att det är fråga om flera öar.